# 郭之藩
郭之藩（？—？），湖北潜江人，明朝政治人物。恩贡出身。
万历十二年，擔任廣東廣州府永安縣知縣（現紫金縣知縣）。擔任知縣期間邀請惠州名士葉春及編修志書，並於任內完成《永安縣志》。。后由馮渠接任。